# الجنيد بن عبد الرحمن المري
الجنيد بن عبد الرحمن بن عمرو المري. قائد شجاع موالٍ لبني أمية.
ولاّه خالد بن عبد الله القسري أمير العراق نائباً عنه في البصرة، ثم وجهه سنة 107 هـ (725-726م) إالى السند ففتح بعض المدن، ثم ولاّه الخليفة هشام بن عبد الملك سنة 112 هـ (730-731م) على خراسان خلفاً للأشرس السلمي فتمكن من صد هجوم الصغد والترك، (وكان سورة بن الحر الدارمي قد فشل في قمعهم) وأعاد السيطرة العربية عليها، وظل والياً حتى توفي عام 116هـ.